# Albert Bleckmann
Albert Bleckmann (* 20. Februar 1933 in Gelsenkirchen; † 17. März 2004 in Münster) war ein deutscher Rechtswissenschaftler.

## Leben
Bleckmann studierte Rechtswissenschaften in Bonn und München und promovierte in Grenoble 1960 zum Docteur d'Etat en droit. Nach dem Referendariat ging er an die Harvard University, wo er sich dem Studium der Rechts- und Politikwissenschaften widmete.
1962 wechselte Bleckmann an das Max-Planck-Institut für ausländisches öffentliches Recht und Völkerrecht, wo er als wissenschaftlicher Referent und anschließend als außerplanmäßiger Professor tätig war. Er promovierte 1969 bei Hermann Mosler zum Thema „Das französische Kolonialreich und die Gründung neuer Staaten. Die Rechtsentwicklung in Syrien/Libanon, Indochina und Schwarzafrika“. In seiner Habilitationsschrift setzte er sich mit der innerstaatlichen Anwendbarkeit völkerrechtlicher Verträge auseinander („Begriff und Kriterien der innerstaatlichen Anwendbarkeit völkerrechtlicher Verträge. Versuch einer allgemeinen Theorie des self-executing treaty auf rechtsvergleichender Grundlage“, 1970) und verlagerte damit seinen Arbeitsschwerpunkt von der Rechtsvergleichung hin zum Völkerrecht. 1976 wurde Bleckmann an der Westfälischen Wilhelms-Universität in Münster zum Professor für Öffentliches Recht, Völker- und Europarecht ernannt und hatte diese Position inne bis zu seiner Emeritierung 1998.
Bleckmann gilt als Pionier auf dem Gebiet des Europarechts, zu dem er 1976 eines der ersten deutschsprachigen Lehrbücher veröffentlichte. Zudem verfasste er das erste Lehrbuch, welches sich mit den Bezügen des Grundgesetzes zum Völker- und Europarecht auseinandersetzt („Grundgesetz und Völkerrecht“, 1975) und begründete damit die Basis für das heute im Rahmen der rechtswissenschaftlichen Ausbildung oftmals unter dem Namen „Staatsrecht III“ gelehrte Fach.
Mehrfach vertrat Bleckmann die Bundesrepublik Deutschland in Verfahren vor dem Europäischen Gerichtshof in Luxemburg. Außerhalb Deutschlands war er Gastprofessor an zahlreichen Universitäten, so unter anderem in Abidjan, Lissabon, Montreal, Paris und Turin.

## Schriften (Auswahl)
- Völkerrecht. Nomos, Baden-Baden 2001, ISBN 3-7890-7211-7.
- Zur Dogmatik des allgemeinen Verwaltungsrechts. Nomos, Baden-Baden 1999, ISBN 3-7890-5559-X.
- Vom Sinn und Zweck des Demokratieprinzips: ein Beitrag zur teleologischen Auslegung des Staatsorganisationsrechts. Duncker und Humblot, Berlin 1998, ISBN 3-428-09236-8.
- Europarecht: das Recht der Europäischen Union und der Europäischen Gemeinschaften. Heymann, Köln u. a. 1997, ISBN 3-452-22120-2.
- Ermessensfehlerlehre: Völker- und Europarecht, vergleichendes Verwaltungsrecht. Heymann, Köln u. a. 1997, ISBN 3-452-22884-3.
- Von der individuellen Religionsfreiheit des Art. 9 EMRK zum Selbstbestimmungsrecht der Kirchen: Ansätze zu einem „Europäischen Staatskirchenrecht“. Heymann, Köln u. a. 1995, ISBN 3-452-22746-4.
- Allgemeine Staats- und Völkerrechtslehre: vom Kompetenz- zum Kooperationsvölkerrecht. Heymann, Köln u. a. 1995, ISBN 3-452-19733-6.
- Die Struktur des allgemeinen Gleichheitssatzes. Heymann, Köln u. a. 1995, ISBN 3-452-22251-9.